# Parsifal (opera)
Parsifal je ena Wagnerjevih oper, katere vsebina je povzeta po mitu o kralju Arturju in iskanju Svetega Grala. Je opera v treh dejanjih, libreto je napisal skladatelj sam. Krstno je bila uprizorjena leta 1882 v Bayreuthu.
Bratovščina Gralovih vitezov je zgradila trdnjavo, da bi v njej obvarovala sveto čašo, iz katere je Kristus pil pri Zadnji večerji in je v njej ostalo še nekaj njegove krvi. Varovala naj bi še sulico, s katero mu je neki rimski vojak zadal smrtno rano. Vse to bogastvo so nekoč prinesli kralju Tinturelu v dar Kristusovi poslanci. Zapustil ga je sinu Amfortasu, ki je sedaj bolan in star. Sulico, ki bi ga rešila, ima sedaj Klingsor, ki mu jo je vzel iz maščevanja, ker so ga izključili iz bratovščine. Na Klingsorovem dvoru živijo lepe čarovnice, ki vsakomur preprečijo vstop v njegov grad. Prizor se začne z jutranjo molitvijo na gozdni livadi, ko k staremu čuvaju Amfortasa pade k nogam mrtev golob. Vse prisotne dogodek prestraši, saj je v Gralovem kraljestvu prepovedano ubijati živali. Krivca hitro najdejo, to je Parsifal, ki je zrasel v gozdu in ne pozna takšnih prepovedi, ne loči dobro od slabega in ne pozna svojega očeta in matere. Skesan zaradi svojega dejanja zlomi lok. V tem dejanju Kundry v njem prepozna  sina viteza Gamureta, čigar žena je po njegovi smrti vzela otroka v gozd, da ne bi bil izpostavljen zločinom. Parsifal je povabljen na večerjo, a ker ne razume procesa kraljevega zdravljenja, ga spodijo iz dvorca. Parsifal pride do dvorca, kjer bi rad dobil sveto sulico. Klindsor naroči Kundry naj se spremeni v lepo mladenko in ga uroči, a Parsifal z lahkoto premaga čuvaje in v trenutku ko ga Kundry poljubi na lice, spozna Armofortasovo trpljenje in ga sklene rešiti. Nekaj let kasneje, ko ga posvetijo v Gralovega viteza, Gurmenanz opazi, da nosi s seboj sveto puščico. Parsifal prekrsti Kundry in se dotakne Armofortasa s puščico. S tem Armofortas ozdravi. Parsifal odkrije Gral in njegov sveti sij obsije navzoče, celo mrtvi Titurel se dvigne v krsti, z neba prileti golob nad Parsifalovo glavo, Kundry pade mrtva na tla, Gralovi vitezi pa počastijo novega kralja. Opera se konča z naukom zmage dobrega nad zlim. Do svetega grala ne morejo priti grešni ljudje, Parsifal pride do Grala zato, ker je čist in dober v srcu. 
Opera Parsifal je poleg opere Rienzi tudi ena izmed oper, ki naj bi vplivala na Hitlerja in njegovo nacistično ideologijo. To nam kaže tudi slika, na kateri je Hitler uprizorjen z golobom nad glavo (podobno kot Parsifal). Hitler je svoje govorniške odre pogosto zasnoval na podlagi ozadij v Wagnerjevih operah.